# Meranoplus magrettii
Meranoplus magrettii é uma espécie de formiga do gênero Meranoplus, pertencente à subfamília Myrmicinae.